# The Stitch
|  | Denne artikel er oprettet af botten PalnaBot ud fra en ekstern database. Den kan derfor have sproglige fejl eller mangler. Denne skabelon kan fjernes efter kontrol af indholdet. |

The Stitch er en dokumentarfilm instrueret af Julie Reinau, Sofie Von der Pahlen efter manuskript af Julie Reinau, Sofie Von der Pahlen.

## Handling
Vi følger fem forskellige livsformer, der hver især gør oprør mod den øgede segregering, der følger af byernes fortætning. De river deres hus op ved roden og bevæger sig ud i byen i en søgen efter et alternativ. "The Stitch" er en paper cut stop motion animation.